# Зеленика
Зеленика је градско насеље у општини Херцег Нови у Црној Гори. Према попису из 2023. било је 1.319 становника. Зеленика је приморско место у заливу Бока которска, које се налази 4,5 km источно од Херцег Новог.
Године 1902. године изграђен је хотел Плажа, а изградио га је др Антал Мађар из Будимпеште и то је први хотел на Јужном Јадрану, односно на простору данашње Црне Горе, претеча херцегновског, бокељског и црногорског хотелијерства, а црква Свете Тројице у Зеленици је једна од најстаријих у овом крају. У залеђу Зеленике се налази планина Сњежница обрасла медитеранском зимзеленом биљком зеленика (Phillyrea latifolia) по којој је и само место Зеленика добило име.

## Демографија
У насељу Зеленика живи 1134 пунолетна становника, а просечна старост становништва износи 38,6 година (37,1 код мушкараца и 40,2 код жена). У насељу има 467 домаћинстава, а просечан број чланова по домаћинству је 3,09.
Становништво у овом насељу веома је хетерогено, а у последња три пописа, примећен је пораст у броју становника.
|  |

| Демографија | Демографија | Демографија |
| Година      | Становника  | Становника  |
| ----------- | ----------- | ----------- |
|             |             |             |
|             |             |             |
|             |             |             |
|             |             |             |
| 1948.       | 774         |             |
| 1953.       | 809         |             |
| 1961.       | 1.000       |             |
| 1971.       | 1.029       |             |
| 1981.       | 1.093       |             |
| 1991.       | 1.204       | 1.182       |
| 2003.       | 1.511       | 1.444       |
|             |             |             |
|             |             |             |

| Етнички састав према попису из 2003.‍ | Етнички састав према попису из 2003.‍ | Етнички састав према попису из 2003.‍ | Етнички састав према попису из 2003.‍ | Етнички састав према попису из 2003.‍ |
| ------------------------------------ | ------------------------------------ | ------------------------------------ | ------------------------------------ | ------------------------------------ |
|                                      |                                      |                                      |                                      |                                      |
| Срби                                 | Срби                                 |                                      | 765                                  | 52,97%                               |
| Црногорци                            | Црногорци                            |                                      | 410                                  | 28,39%                               |
| Хрвати                               | Хрвати                               |                                      | 27                                   | 1,86%                                |
| Роми                                 | Роми                                 |                                      | 18                                   | 1,24%                                |
| Југословени                          | Југословени                          |                                      | 12                                   | 0,83%                                |
| Муслимани                            | Муслимани                            |                                      | 7                                    | 0,48%                                |
| Немци                                | Немци                                |                                      | 3                                    | 0,20%                                |
| Македонци                            | Македонци                            |                                      | 2                                    | 0,13%                                |
| Словенци                             | Словенци                             |                                      | 1                                    | 0,06%                                |
| Италијани                            | Италијани                            |                                      | 1                                    | 0,06%                                |
| непознато                            | непознато                            |                                      | 4                                    | 0,27%                                |

| \| \| м \| \| \| ж \| \| ? \| 4 \| \| \| 4 \| \| 80+ \| 12 \| \| \| 21 \| \| 75—79 \| 21 \| \| \| 20 \| \| 70—74 \| 29 \| \| \| 32 \| \| 65—69 \| 41 \| \| \| 35 \| \| 60—64 \| 36 \| \| \| 41 \| \| 55—59 \| 24 \| \| \| 46 \| \| 50—54 \| 58 \| \| \| 59 \| \| 45—49 \| 46 \| \| \| 59 \| \| 40—44 \| 46 \| \| \| 48 \| \| 35—39 \| 54 \| \| \| 45 \| \| 30—34 \| 54 \| \| \| 53 \| \| 25—29 \| 62 \| \| \| 50 \| \| 20—24 \| 53 \| \| \| 44 \| \| 15—19 \| 47 \| \| \| 45 \| \| 10—14 \| 49 \| \| \| 39 \| \| 5—9 \| 47 \| \| \| 42 \| \| 0—4 \| 46 \| \| \| 32 \| \| Просек : \| 53 \| \| \| 6 \| |    |  |  |    |
| |    |  |  |    |
| | м  |  |  | ж  |
| ? | 4  |  |  | 4  |
| 80+ | 12 |  |  | 21 |
| 75—79 | 21 |  |  | 20 |
| 70—74 | 29 |  |  | 32 |
| 65—69 | 41 |  |  | 35 |
| 60—64 | 36 |  |  | 41 |
| 55—59 | 24 |  |  | 46 |
| 50—54 | 58 |  |  | 59 |
| 45—49 | 46 |  |  | 59 |
| 40—44 | 46 |  |  | 48 |
| 35—39 | 54 |  |  | 45 |
| 30—34 | 54 |  |  | 53 |
| 25—29 | 62 |  |  | 50 |
| 20—24 | 53 |  |  | 44 |
| 15—19 | 47 |  |  | 45 |
| 10—14 | 49 |  |  | 39 |
| 5—9 | 47 |  |  | 42 |
| 0—4 | 46 |  |  | 32 |
| Просек : | 53 |  |  | 6  |

| Број домаћинстава према пописима из периода 1948—2003. | Број домаћинстава према пописима из периода 1948—2003. | Број домаћинстава према пописима из периода 1948—2003. | Број домаћинстава према пописима из периода 1948—2003. | Број домаћинстава према пописима из периода 1948—2003. | Број домаћинстава према пописима из периода 1948—2003. | Број домаћинстава према пописима из периода 1948—2003. | Број домаћинстава према пописима из периода 1948—2003. |
| Година пописа                                          | 1948.                                                  | 1953.                                                  | 1961.                                                  | 1971.                                                  | 1981.                                                  | 1991.                                                  | 2003.                                                  |
| ------------------------------------------------------ | ------------------------------------------------------ | ------------------------------------------------------ | ------------------------------------------------------ | ------------------------------------------------------ | ------------------------------------------------------ | ------------------------------------------------------ | ------------------------------------------------------ |
| Број домаћинстава                                      | 235                                                    | 223                                                    | 275                                                    | 294                                                    | 345                                                    | 374                                                    | 473                                                    |

| Број домаћинстава по броју чланова према попису из 2003. | Број домаћинстава по броју чланова према попису из 2003. | Број домаћинстава по броју чланова према попису из 2003. | Број домаћинстава по броју чланова према попису из 2003. | Број домаћинстава по броју чланова према попису из 2003. | Број домаћинстава по броју чланова према попису из 2003. | Број домаћинстава по броју чланова према попису из 2003. | Број домаћинстава по броју чланова према попису из 2003. | Број домаћинстава по броју чланова према попису из 2003. | Број домаћинстава по броју чланова према попису из 2003. | Број домаћинстава по броју чланова према попису из 2003. | Број домаћинстава по броју чланова према попису из 2003. |
| Број чланова                                             | 1                                                        | 2                                                        | 3                                                        | 4                                                        | 5                                                        | 6                                                        | 7                                                        | 8                                                        | 9                                                        | 10 и више                                                | Просек                                                   |
| -------------------------------------------------------- | -------------------------------------------------------- | -------------------------------------------------------- | -------------------------------------------------------- | -------------------------------------------------------- | -------------------------------------------------------- | -------------------------------------------------------- | -------------------------------------------------------- | -------------------------------------------------------- | -------------------------------------------------------- | -------------------------------------------------------- | -------------------------------------------------------- |
| Број домаћинстава                                        | 467                                                      | 79                                                       | 109                                                      | 86                                                       | 116                                                      | 52                                                       | 17                                                       | 6                                                        | 0                                                        | 0                                                        | 2                                                        |

| Пол    | Укупно | Неожењен/Неудата | Ожењен/Удата | Удовац/Удовица | Разведен/Разведена | Непознато |
| ------ | ------ | ---------------- | ------------ | -------------- | ------------------ | --------- |
| Мушки  | 587    | 204              | 353          | 17             | 13                 | 0         |
| Женски | 602    | 133              | 349          | 93             | 27                 | 0         |
| УКУПНО | 1.189  | 337              | 702          | 110            | 40                 | 0         |

| Пол    | Укупно                    | Пољопривреда, лов и шумарство | Рибарство                            | Вађење руде и камена | Прерађивачка индустрија       |
| ------ | ------------------------- | ----------------------------- | ------------------------------------ | -------------------- | ----------------------------- |
| Мушки  | 252                       | 4                             | 4                                    | 0                    | 40                            |
| Женски | 195                       | 0                             | 0                                    | 0                    | 13                            |
| Укупно | 447                       | 4                             | 4                                    | 0                    | 53                            |
|        |                           |                               |                                      |                      |                               |
| Пол    | Производња и снабдевање   | Грађевинарство                | Трговина                             | Хотели и ресторани   | Саобраћај, складиштење и везе |
| Мушки  | 6                         | 6                             | 56                                   | 20                   | 17                            |
| Женски | 0                         | 1                             | 69                                   | 26                   | 6                             |
| Укупно | 6                         | 7                             | 125                                  | 46                   | 23                            |
|        |                           |                               |                                      |                      |                               |
| Пол    | Финансијско посредовање   | Некретнине                    | Државна управа и одбрана             | Образовање           | Здравствени и социјални рад   |
| Мушки  | 3                         | 1                             | 57                                   | 8                    | 12                            |
| Женски | 3                         | 6                             | 14                                   | 17                   | 36                            |
| Укупно | 6                         | 7                             | 71                                   | 25                   | 48                            |
|        |                           |                               |                                      |                      |                               |
| Пол    | Остале услужне активности | Приватна домаћинства          | Екстериторијалне организације и тела | Непознато            | Непознато                     |
| Мушки  | 13                        | 0                             | 0                                    | 5                    | 5                             |
| Женски | 4                         | 0                             | 0                                    | 0                    | 0                             |
| Укупно | 17                        | 0                             | 0                                    | 5                    | 5                             |

## Сакрални споменици
- Црква Св. Андрије из XV века
- Црква Св. Госпође из XV века
- Црква Св. Ђорђа из XVI века
- Црква Св. Илије
- Црква Св. Тројице из XVIII века
- Црква Св. Томе - Рушевине цркве Св. Томе налазе се у селу Пресјека - Кути. Црква је грађена у X или XI веку, и припада прероманичкој стилској групи. Парапетна камена плоча од иконостаса, нађена приликом археолошких истраживања, својим уметничким дометима представља ремек-дело прероманичке уметности на овом поднебљу и сада се налази у Завичајном музеју Херцег Нови. Приликом истраживања пронађени су и фрагменти живописа, па се сматра да је црква била украшена фрескама).

## Историја
1934. године краљ Александар I Карађорђевић је из луке Зеленика разарачем  Југословенске краљевске морнарице Дубровник испловио за Марсељ. 
Хотел „Плажа Зеленика“ је први хотел на територији данашње Црне Горе, хотел који је доживио свој велики јубилеј, 100 година постојања. Наиме, 1902. године др. Антал Магуар, племић поријеклом из Будимпеште, саградио је хотел на самој обали мора, на плажи окруженој боровима и зеленилом, па је по томе и добио своје првобитно име „Пансион на зеленој плажи“. Од 1948. године, када је хотел национализован, промијенио је неколико власника, а од 1991. године у њему је сједиште Команде РМВЈ.

## Култура и образовање
У Бококоторском заливу, у центру Зеленике на самој обали налази се Основна школа „Илија Кишић“, са пространим двориштем у облику парка. Носи име по учитељу, хуманисти и револуционару Илији Кишићу, који је погинуо 13. фебруара 1943. године, који се слави као Дан школе. У дворишту је 28. октобра 1971. подигнута његова биста, рад његовог саборца и вајара Антуна Тонћија Лукателија. Школа је удаљена 3,5 km од Херцег Новог. У оквиру школе ради КУД Илија Кишић.

## Спорт
Зеленика је сједиште фудбалског клуба Обилић.